# HAS-BLED
|   | Condición | Puntos |
| - | --- | ------ |
| H | Hipertensión: (incontrolado, Sistólica >160 mmHg) | 1      |
| A | Función renal anormal: Diálisis, trasplante, Cr >2.26 mg/dL o 200 >µmol/L Función hepática anormal: Cirrosis o Bilirrubina >2x del valor normal o AST/ALT/AP >3x del valor normal | 1      |
| S | ACV: historia previa de ACV | 1      |
| B | Hemorragia: Hemorragia previa importante o predisposición a hemorragia | 1      |
| L | INR lábil (INR Inestable/alto), Tiempo en rango terapéutico < 60% | 1      |
| E | Anciano: Edad > 65 años | 1      |
| D | Historia previa de uso de fármacos o alcohol (≥ 8 semana/de bebidas) Uso de medicación que predisponen a hemorragias: (Antiplaquetarios, AINES)                                   | 1      |

HAS-BLED es un sistema de puntuación desarrollado para evaluar el riesgo a 1 año de hemorragia mayor en pacientes con fibrilación auricular. Fue desarrollado en 2010 con datos de 3.978 pacientes en el Euro Heart Survey. La hemorragia mayor se define como hemorragias intracraneales, hospitalización, disminución de la hemoglobina> 2 g / dl, y / o transfusión.

## La escala
Un HAS-BLED tiene una puntuación entre 0 y 9 y sobre la base de ocho parámetros con un valor de 0-2 ponderado
La mnemotécnia para el HAS-BLED es:
- Hypertension (Hipertensión)
- Abnormal renal and liver function (Función renal y hepática anormal)
- Stroke (ACV)
- Bleeding (Hemorragia)
- Labile INRs (INR lábil)
- Elderly (Anciano)
- Drugs or alcohol (drogas o alcohol)

Un estudio que compara HEMORR2HAGES, ATRIA y HAS-BLED dando un mejor rendimiento para HAS-BLED comparado al otro.
Las nuevas directrices de la ESC sobre la fibrilación auricular recomiendan la evaluación de riesgo de hemorragia en la FA usando el esquema de riesgo de sangrado HAS-BLED como un simple, fácil cálculo, lo que una puntuación de ≥3 Indica "alto riesgo" y cierta cautela y la revisión periódica del paciente es necesario. La puntuación HAS-BLED también ha sido validado en una cohorte del ensayo con anticoagulante de 7329 pacientes con AF - en este estudio, la puntuación HAS-BLED ofreció una cierta mejora en la capacidad de predicción de riesgo de sangrado durante publicó anteriormente sangrado esquemas de evaluación de riesgos y era fácil de aplicar. Probablemente con la disponibilidad de los nuevos anticoagulantes orales que evitan las limitaciones de la warfarina (e incluso puede ser más seguro), es probable un mayor uso generalizado de la terapia de anticoagulación oral para la prevención del ictus en la FA.
Mientras Su uso se recomienda en las guías de práctica clínica, son sólo moderadamente eficaces para predecir el riesgo de sangrado y no se desempeñan bien en la predicción de accidente cerebrovascular hemorrágico. El riesgo de sangrado puede aumentar en pacientes en hemodiálisis.